# Ротару, Йоана
Йоана Кристина Ротару (рум. Ioana Cristina Rotaru; род. 4 января 1984, Кымпулунг-Молдовенеск, Сучава), в девичестве Папук (рум. Papuc) — румынская гребчиха, выступавшая за сборную Румынии по академической гребле в период 1999—2012 годов. Чемпионка летних Олимпийских игр в Афинах, бронзовая призёрка Олимпийских игр в Пекине, обладательница двух серебряных медалей чемпионатов мира, трёхкратная чемпионка Европы, победительница и призёрка многих регат национального значения.

## Биография
Йоана Ротару родилась 4 января 1984 года в городе Кымпулунг-Молдовенеск, Румыния. Занималась академической греблей в гребном клубе «Марина».
Дебютировала в гребле на международной арене в 1999 году, выиграв бронзовую медаль в парных двойках на чемпионате мира среди юниоров в Пловдиве. Год спустя на юниорском мировом первенстве в Загребе одержала победу в восьмёрках. Ещё через год на аналогичных соревнованиях в Дуйсбурге стала серебряной призёркой в безрульных двойках и была лучшей на рулевых восьмёрках. В сезоне 2001 года вошла в основной состав румынской национальной сборной и выступила на взрослом чемпионате мира в Люцерне, где, тем не менее, была далека от призовых позиций.
В 2002 году в восьмёрках выиграла серебряные медали на этапах Кубка мира в Хазевинкеле и Люцерне. В безрульных двойках победила на юниорском мировом первенстве в Тракае, тогда как на взрослом чемпионате мира в Севилье в восьмёрках показала на финише четвёртый результат.
В 2003 году в той же дисциплине получила серебро на этапе в Милане и золото на этапе в Люцерне. При этом на мировом первенстве в Милане попасть в число призёров не смогла — в парных четвёрках сумела квалифицироваться лишь в утешительный финал B и расположилась в итоговом протоколе соревнований на десятой строке.
Благодаря череде удачных выступлений удостоилась права защищать честь страны на летних Олимпийских играх 2004 года в Афинах. В составе экипажа, куда также вошли гребчихи Вьорика Сусану, Аурика Бэрэску, Элисабета Липэ, Лильяна Гафенку, Родика Флоря, Джорджета Дамьян, Дойна Игнат и рулевая Елена Джорджеску, в решающем финальном заезде пришла к финишу первой, опередив ближайших преследовательниц из Соединённых Штатов почти на две секунды, и тем самым завоевала золотую олимпийскую медаль.
После афинской Олимпиады Ротару осталась в составе гребной команды Румынии на ещё один олимпийский цикл и продолжила принимать участие в крупнейших международных регатах. Так, в 2005 году в восьмёрках она выиграла серебряную медаль на чемпионате мира в Гифу, уступив в финале только австралийским спортсменкам.
В 2006 году выиграла два этапа Кубка мира, в то время как на мировом первенстве в Итоне финишировала шестой.
На чемпионате мира 2007 года в Мюнхене вновь стала серебряной призёркой в восьмёрках, тогда как на чемпионате Европы в Познани обошла всех соперниц и завоевала золото.
Находясь в числе лидеров румынской национальной сборной, благополучно прошла отбор на Олимпийские игры 2008 года в Пекине — на сей раз со своим экипажем в восьмёрках пересекла финишную черту третьей позади команд из США и Нидерландов — таким образом добавила в послужной список бронзовую олимпийскую медаль. Кроме того, в этом сезоне отметилась победой на чемпионате Европы в Афинах.
Последний раз показывала сколько-нибудь значимые результаты на международной арене в сезоне 2012 года, когда в восьмёрках одержала победу на европейском первенстве в Варезе и стартовала на Олимпийских играх в Лондоне, где оказалась четвёртой. Вскоре по окончании этого сезона приняла решение завершить спортивную карьеру.